# Nelli Abramova
Nelli Abramova, född 18 augusti 1940 i Tjeljabinsk, Sovjetunionen, är en före detta sovjetisk volleybollspelare.
Abramova blev olympisk silvermedaljör i volleyboll vid sommarspelen 1964 i Tokyo och tog guld vid EM 1967.